# Jiupu (ort i Kina)
Jiupu är en ort i Kina. Den ligger i prefekturen Anshan Shi och provinsen Liaoning, i den nordöstra delen av landet, omkring 90 kilometer sydväst om provinshuvudstaden Shenyang. Antalet invånare är 123 843.
Runt Jiupu är det mycket tätbefolkat, med 2 811 invånare per kvadratkilometer. Närmaste större samhälle är Anshan, 7,2 km nordost om Jiupu. Runt Jiupu är det i huvudsak tätbebyggt.
Genomsnittlig årsnederbörd är 1 002 millimeter. Den regnigaste månaden är juli, med i genomsnitt 237 mm nederbörd, och den torraste är januari, med 10 mm nederbörd.